# Xylopsora
Xylopsora é um género de fungos liquenizados, pertencente à família Umbilicariaceae.
O género foi descrito em 2013 por Bendiksby e Timdal.
Espécies:
- Xylopsora canopeorum[1]
- Xylopsora caradocensis[1]
- Xylopsora friesii[1]